# Churchill (char)
Pour les articles homonymes, voir MkIV et A22.
Le Churchill, ou plus officiellement Infantry Tank Mk IV ou A22, est un char britannique utilisé lors de la Seconde Guerre mondiale. Il est le dernier aboutissement du concept de char d'infanterie, alors en vigueur dans l'armée britannique. Il était réputé pour son solide blindage et pour avoir servi de base à de nombreux dérivés spéciaux, les Hobart's Funnies. Après des débuts difficiles, il fut produit à près de huit mille quatre cents exemplaires et servit dans l'armée britannique jusqu'en 1952. Winston Churchill, premier ministre de 1940 à 1945 - qui en plus avait pris une part importante, lors de la Première Guerre mondiale, à l'émergence des premiers chars d'assaut - aurait déclaré à son propos : « ce tank a encore plus de défauts que moi ».

## Histoire

### Le char de forteresse A20
En septembre 1939, l’état-major de l’armée britannique émit une demande pour un quatrième type de char d’infanterie en plus des A11 et A12 Matilda et du Valentine. Ce nouveau modèle devait être un char lourd, destiné à accompagner une attaque d'infanterie sur un terrain bouleversé par l'artillerie. Pour remplir ce rôle, il devait être bien protégé, puissamment armé et disposer de bonnes capacités de franchissement ; on ne recherchait pas une grande vitesse, puisque la progression doit s'effectuer au rythme d'un homme à pied.
Ce nouveau char, tel qu’il fut initialement imaginé par le Département de la conception des chars, ressemblait beaucoup au Mark VIII de la Première Guerre mondiale : il était constitué d’une large caisse, dont les chenilles faisaient le tour sans protections, et ne comportait pas de tourelle, l’armement étant emporté dans des casemates latérales. Cette première proposition fut toutefois rejetée dès fin septembre par le général Davidson, directeur de la mécanisation, qui demanda que le char soit équipé d’une tourelle. La tâche de développer le nouvel engin fut alors confiée à Harland and Wolff, qui présenta plusieurs prototypes en juin 1940. Dans la nouvelle configuration proposée, le A20 empruntait une tourelle de Matilda, équipée d’un canon de deux livres (2-pdr), tandis qu’un autre 2-pdr était monté en proue ; le char était par ailleurs également armé de deux mitrailleuses Besa sur les côtés. Le moteur diesel proposé par Harland and Wolff fut refusé au profit d’un moteur à essence Bedford, dit twin-six, car il était composé de deux moteurs six cylindres assemblés, développant un total de 350 hp. Ces prototypes reçurent la désignation « A20 char de forteresse » en français, afin d’insister sur le fait qu’ils étaient destinés à l’assaut de fortifications ; ils furent également parfois appelés « shelled area tank », également pour mettre en exergue leurs capacités de franchissement.
Cependant, la débâcle du Corps expéditionnaire britannique pendant la campagne de France montra que ce type de char n’était plus adapté au nouveau visage de la guerre, et le projet du A20 fut abandonné.

### Le A22 Infantry Tank Mark IV "Churchill"

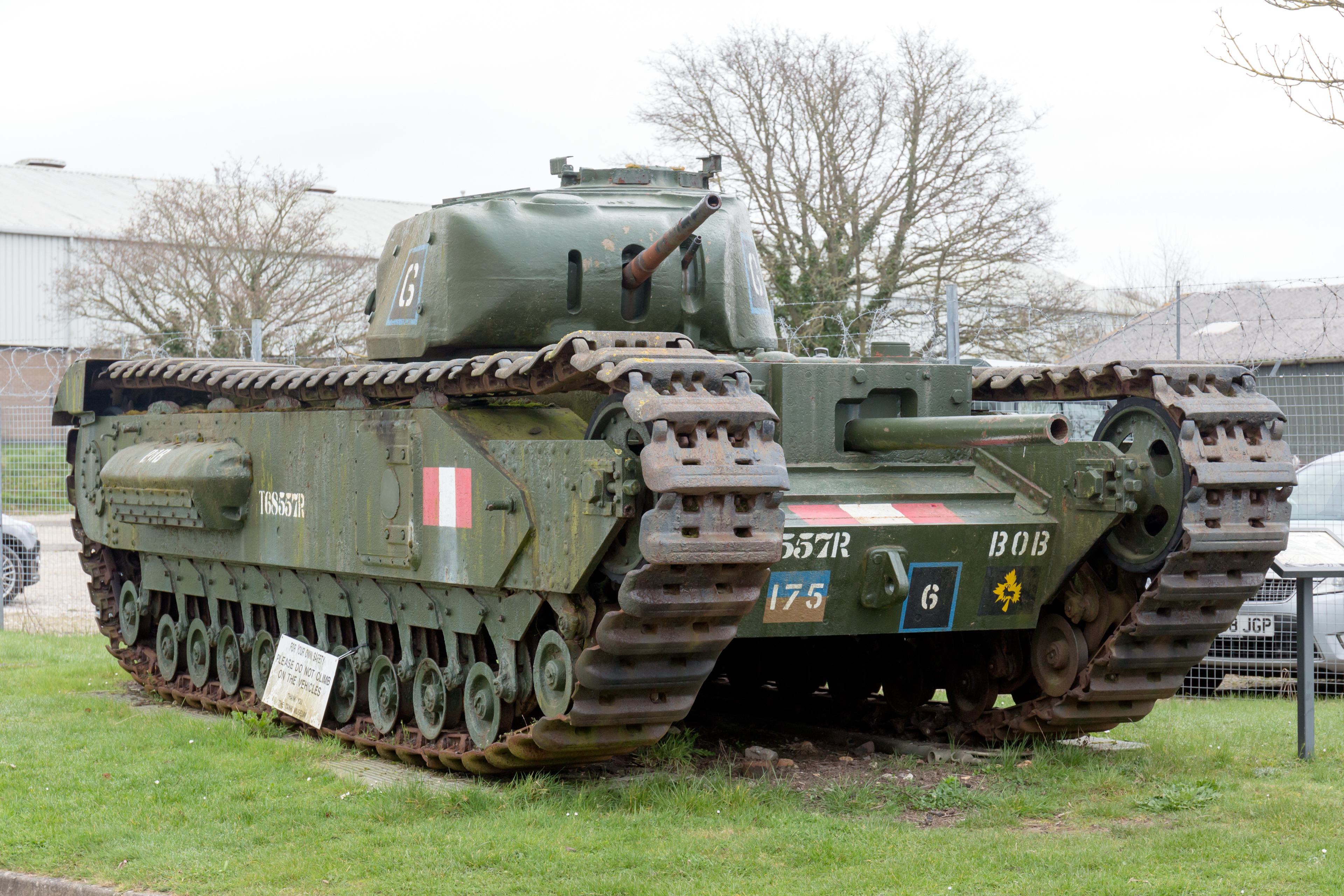
Churchill Mk I (A22)

La nouvelle situation ne faisait pas disparaître le besoin pour un char lourd, d’autant plus que l’armée britannique avait perdu en France la quasi-totalité de son matériel mécanisé. Les spécifications du char furent revues par Henry Merritt, directeur de la conception des chars, et la conception d'un nouveau modèle, le A22, ou Infantry Tank Mark IV, fut confiée à Vauxhall Motors, une entreprise qui n’avait alors aucune expérience dans ce domaine. Une invasion allemande étant considérée comme imminente, le War Office demanda à Vauxhall de mettre le char en production sans tests et de régler les problèmes au fur et à mesure, ce qui fit dire à un observateur que pour gagner du temps sur la construction de quelques prototypes, on en fabriqua de fait des centaines.
Le nouveau véhicule sera baptisé « Churchill », non pas en l'honneur du premier ministre mais de l'un de ses ancêtres, le 1er duc de Marlborough. Le premier ministre en dira plus tard humoristiquement au field marshal Jan Smuts : « Ils ont donné mon nom à ce char quand ils se sont rendu compte qu'il ne valait pas un rond ! » (That is the tank they named after me when they found out it was no damn good!) soulignant les imperfections techniques qui, effectivement, caractérisaient les premières versions.
Le A22 était dans les faits très semblable au A20, mais se distinguait notamment par une bien meilleure transmission de type Merritt-Brown H4 à triple différentiel et quatre vitesses, lui permettant de tourner sur place. L’armement était d’un canon Ordnance QF 2 pounder de calibre 40 mm et d’une mitrailleuse coaxiale Besa 7.92mm en tourelle et d’un obusier Ordnance QF 3-inch howitzer (en) de 76.2 mm en casemate de proue. La disposition des armes était toutefois peu ergonomique: la mitrailleuse coaxiale Besa était à droite du canon, donc assignée au chargeur, mais celui-ci ne pouvait pas s’en servir et charger le canon en même temps. L’obusier était presque inutilisable, car le débattement de l’arme était très faible et le tireur ne pouvait pas atteindre la commande de tir en même temps qu’il visait ; il n’y avait pas non plus de chargeur dédié, le conducteur devant remplir ce rôle. Le blindage était en revanche particulièrement résistant: avec 102 mm à l’avant, le Churchill était au moment de son apparition l’un des chars les plus lourdement blindé des armées belligérantes.
Le Churchill Mark I fut commandé à 1 400 exemplaires, dont les pièces et l’assemblage devaient être réalisés par Vauxhall, avec l’aide des entreprises Beyer-Peacock, Birmingham Railway Carriage & Wagon Company, Broom and Wade, Charles Roberts Company, Dennis Brother, Gloucester Railway Carriage & Wagon Company, Harland and Wolff, Leyland, Metropolitan Cammel Carriage & Wagon Company, Newton Chambers Company. Finalement seuls 303 Mark I furent produits en raison du manque d’obusiers, ce qui imposa de produire une nouvelle version sans cet élément.

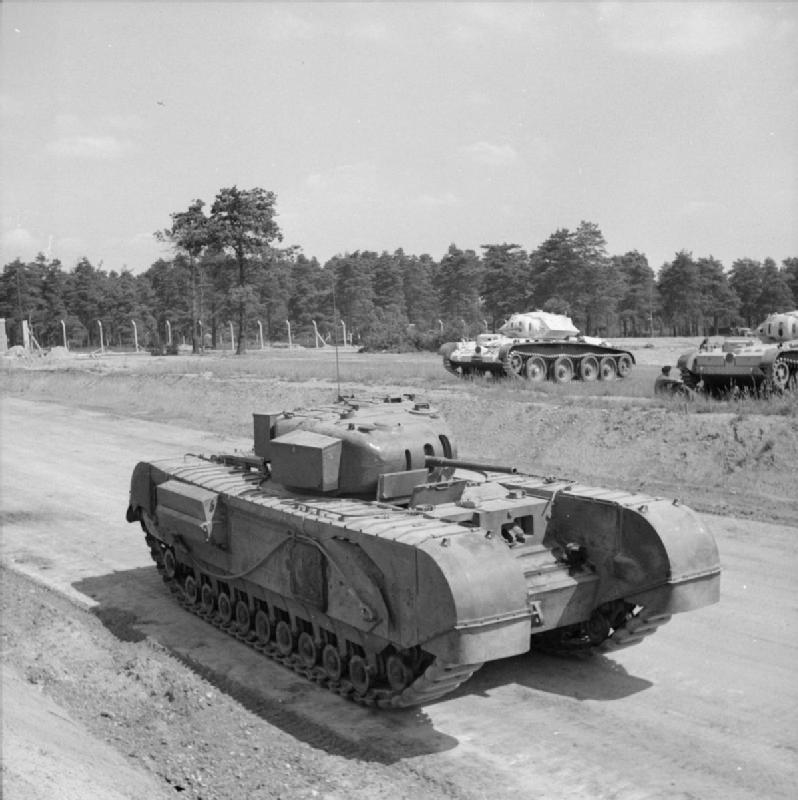
Churchill Mk II (A22)

Cette dernière reçue la désignation de A22a, ou Churchill Mark II. Elle était en tout point identique au Mark I, à l’exception de la disparition du canon de proue, qui était remplacé par une mitrailleuse Besa. Par ailleurs, beaucoup de problèmes de jeunesse présents sur le Mark I furent résolus sur le Mark II, bien qu’il en subsistait encore un certain nombre, du fait de la conception précipitée du char. Entre 1 100 et 1 200 exemplaires furent produits.

### Du Churchill Mark III au Mark VI

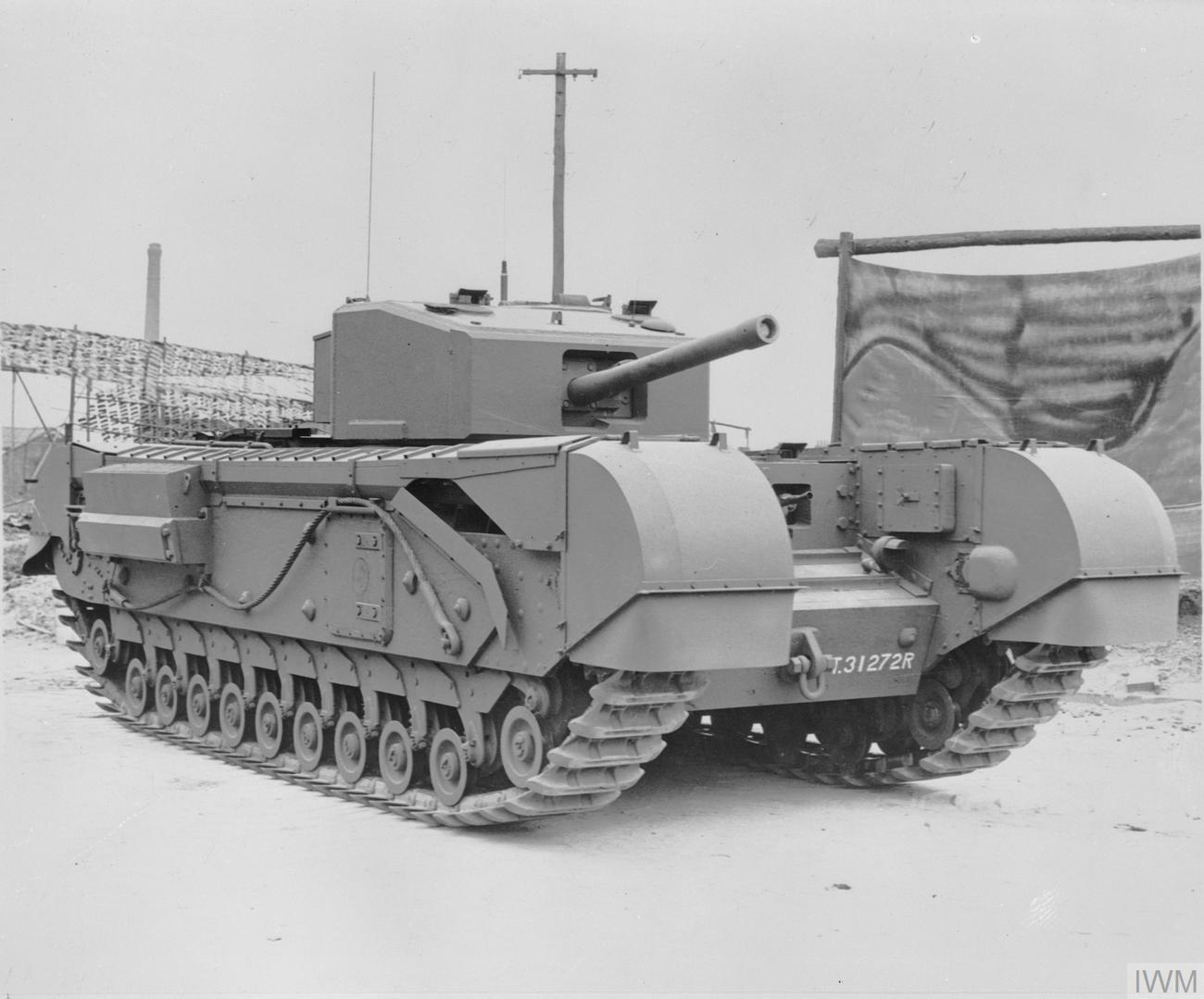
Infantry Tank Mk IV Churchill III (A22b)

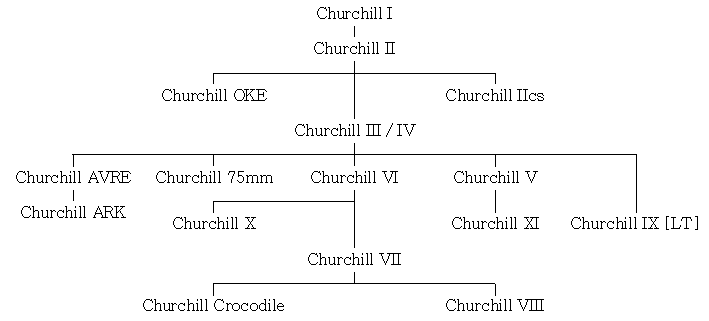
Filiation des différentes versions du Churchill

Il fallut toutefois attendre mars 1942 et l’apparition du Churchill Mark III, ou A22b, pour que certains problèmes persistants soient résolus, en particulier en ce qui concerne l’armement et l’ergonomie. Ainsi le canon 2-pdr, qui était déjà dépassé au début de la guerre, fut remplacé par une variante raccourcie du 6-pdr. Il disposait également d’une nouvelle tourelle construite à partir de plaques soudées et la mitrailleuse coaxiale fut déplacée à la gauche du canon, la confiant donc au tireur, ce qui permettait désormais d’utiliser en même temps les deux armes. Les sources sur le nombre exact d’exemplaires produits sont contradictoires, mais le situent entre 675 et 692. Parallèlement, à partir d’avril 1942, sept cents des mille premiers véhicules construits firent l’objet d’une mise à niveau qui comprenait notamment des protections des chenilles sur toute leur longueur, de nouvelles entrées d’air et des ajouts de blindage. À partir de 1943, certains Mark III furent modifiés afin que leur canon puisse tirer les munitions de 75 mm utilisées par le canon du Sherman ; ils prirent alors la dénomination de Churchill Mark III*.

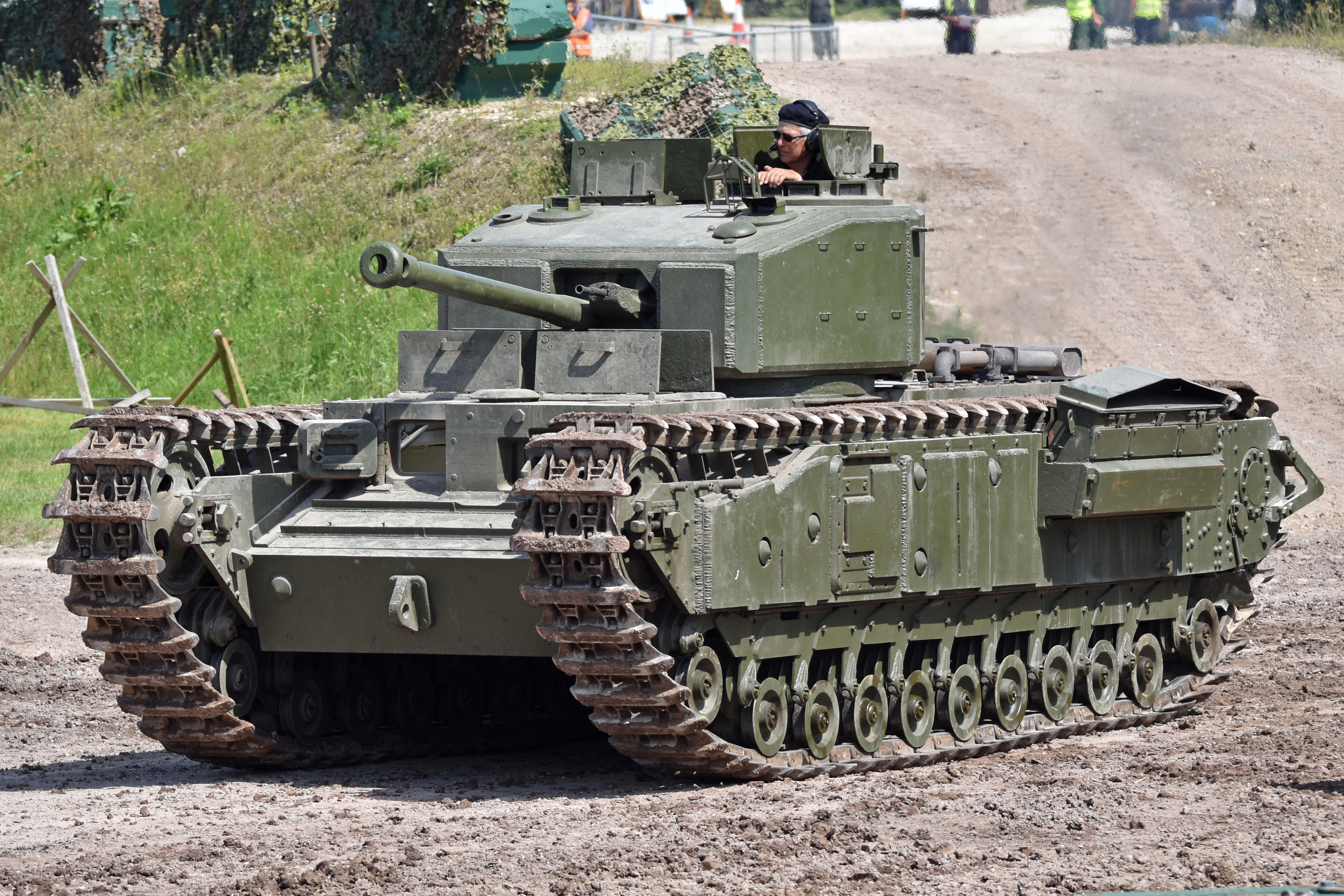
Churchill MkIII A22C

La tourelle du Mark III posait cependant des problèmes liés aux plaques d’acier la composant: outre des difficultés d’approvisionnement, celles-ci n’étaient pas de très bonne qualité et avaient tendance à se fragmenter et à projeter des éclats dans le compartiment de l’équipage lorsqu’elles subissaient l’impact d’un projectile, même en l’absence de pénétration. Une nouvelle version fut donc mise en production sous la dénomination de A22c, avec une nouvelle tourelle coulée d’une seule pièce, ce qui permit de résoudre les deux problèmes. Avec environ mille cinq cents exemplaire, il s’agit de la version la plus produite. 

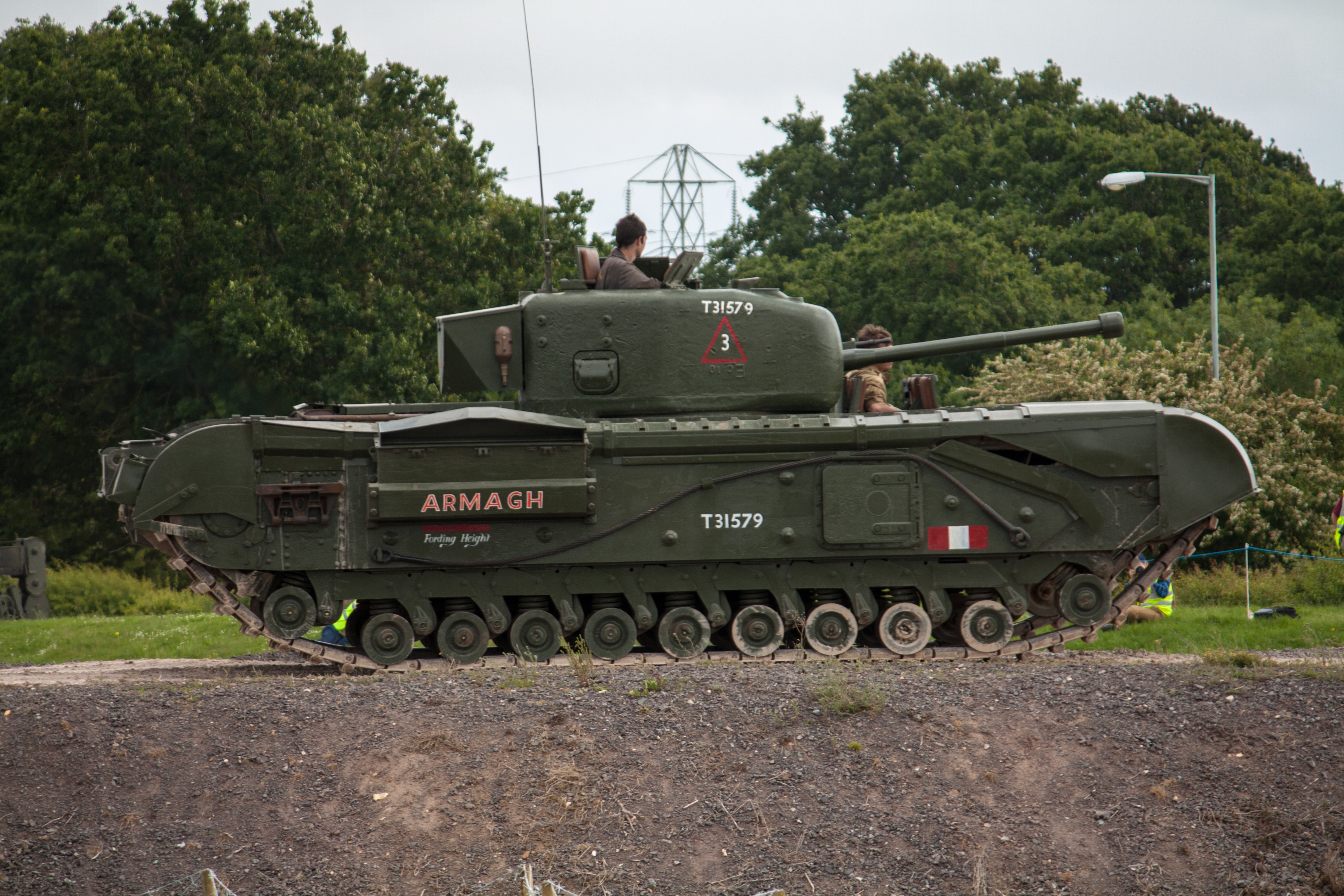
Churchill IV

Certains Mark III furent modifiés à partir de 1943 afin de pouvoir tirer les obus de 75 mm américains et ils prirent alors le nom de Churchill Mark IV (75 mm). Le Mark IV servit également de base à une version d’appui, dite A22d ou Churchill Mark V, qui était équipée d’un obusier de 95 mm à la place du canon. Le développement de cette arme spécialement conçue pour le Churchill avait débuté en janvier 1942 et elle était composée d’un assemblage d’éléments provenant d’autres pièces d’artillerie : le tube provenait du canon antiaérien de 3,7 pouces, la culasse de l’obusier de 25 livres et les munitions de l’obusier de montagne de 3,7 pouces. Environ cent soixante exemplaires du Mark V furent produits. 

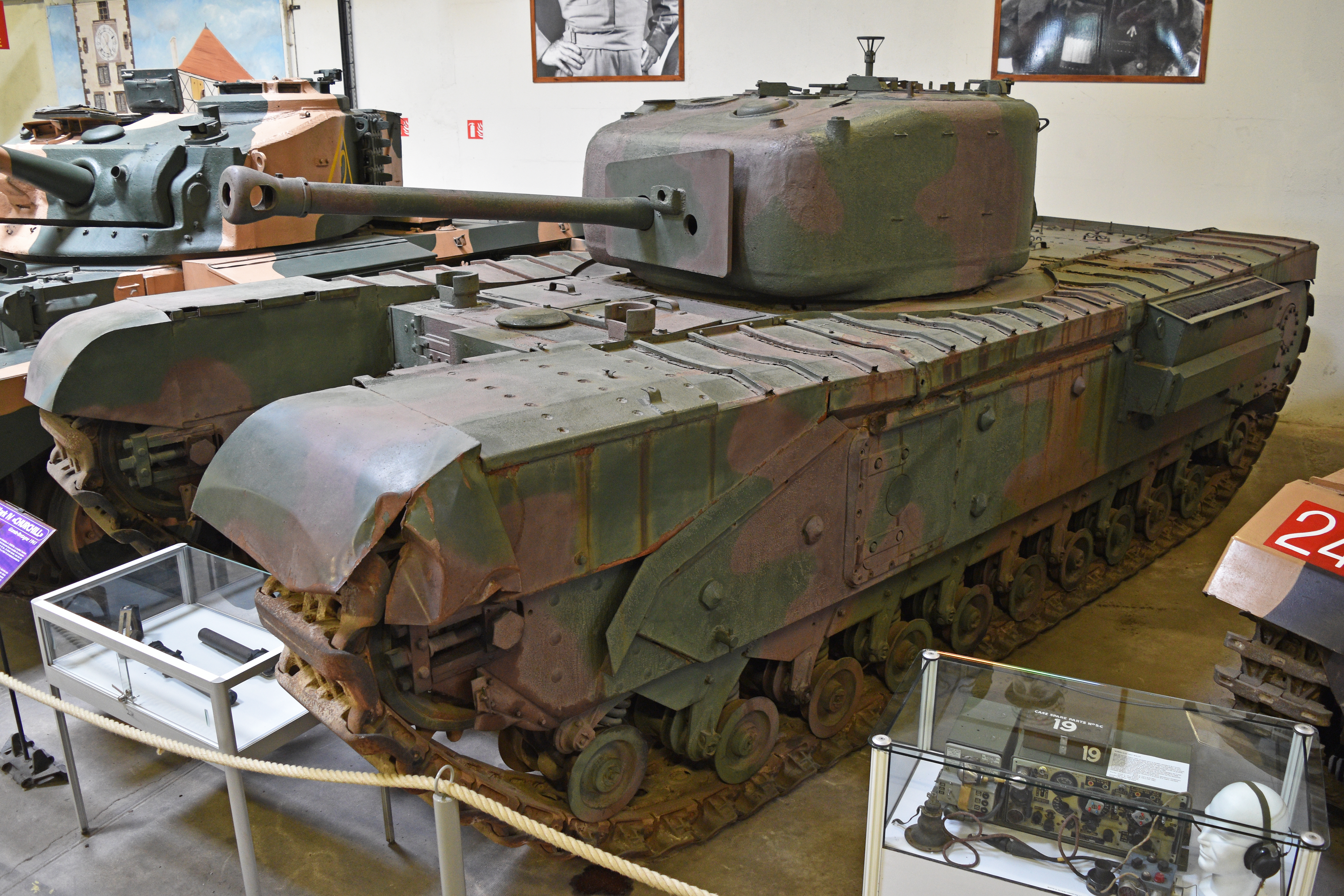
A22e Churchill Mk.VI au Musée des Blindés, Saumur

Le A22e, ou Churchill Mark VI, était très proche du Mark V (75 mm), puisqu’il s’agissait en fait du même véhicule, à l’exception du fait que le Mark VI était équipé du canon de 75 mm dès sa fabrication au lieu d’être modifié. En théorie, le Mark VI aurait dû également se différencier par l’installation d’une coupole pour le chef de char, lui permettant d’avoir une vue à 360 degrés sans s’exposer, les snipers allemands ayant causé de lourdes pertes parmi les chefs de char pendant la campagne d’Italie, mais les difficultés d’approvisionnements pour cette pièce furent considérables et beaucoup de Mark VI sortirent des usines sans en être équipés.

### La rupture du Mark VII et ses successeurs

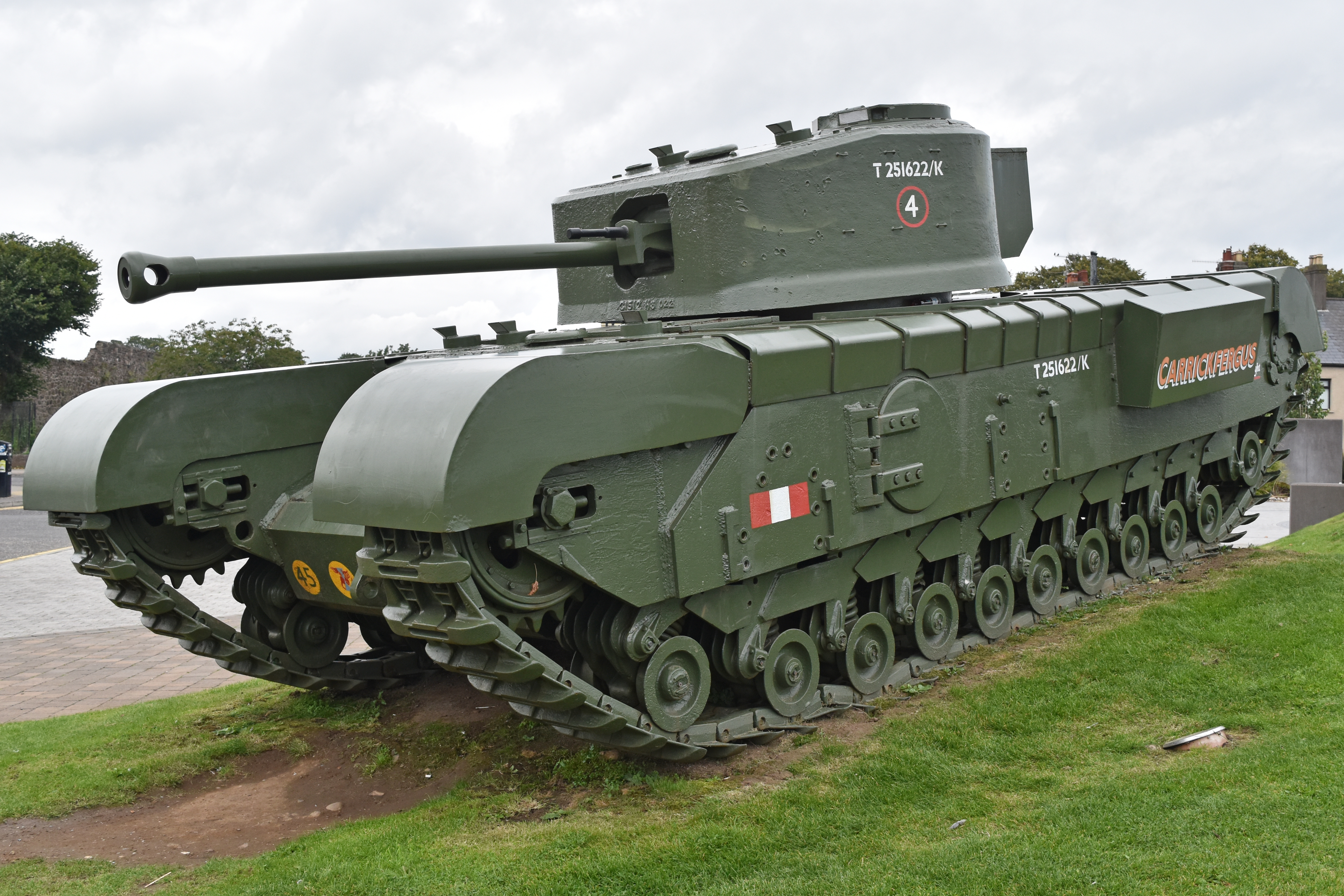
A22F Churchill Mk.VII

Le A22f, ou Churchill Mark VII, était très différent dans sa conception interne par rapport à ses prédécesseurs, à tel point qu’il fut renommé A42 à la fin de la guerre. Les changements inclurent le remplacement de toutes les ouvertures carrées par des ouvertures circulaires, afin de réduire la faiblesse dû aux angles, l’augmentation de l’épaisseur du blindage, qui passa à 152 mm à l’avant et 95,95 mm sur les côtés, assorti d’une construction désormais entièrement soudée au lieu de rivetée, ce qui permit de limiter à une tonne la hausse du poids dû à ce nouveau blindage. La boîte de vitesses Merritt-Brown H4 fut remplacée par une H41, mais le moteur resta le même, entraînant une diminution de la vitesse maximale. Tout comme le Mark IV, le Mark VII fut décliné en une version d’appui nommée Mark VIII et équipée de l’obusier de obusier de 95 mm. Environ neuf cents Mark VII et deux cents Mark VIII furent produits. À la fin de la guerre, il y eut un projet de conversion des anciens Churchill, afin de les équiper de la tourelle du Mark VII, et différents types de canons. Ceux équipés du 6-pdr seraient devenus des Churchill Mark IX, ceux avec 75 mm des Mark X et ceux avec l’obusier de 95 mm des Mark XI. L’étendue de la mise en œuvre du projet demeure incertaine : si une trentaine de Mark X semblent avoir été effectivement convertis, il n’y a aucune trace de l’existence de Mark IX ou XI. 

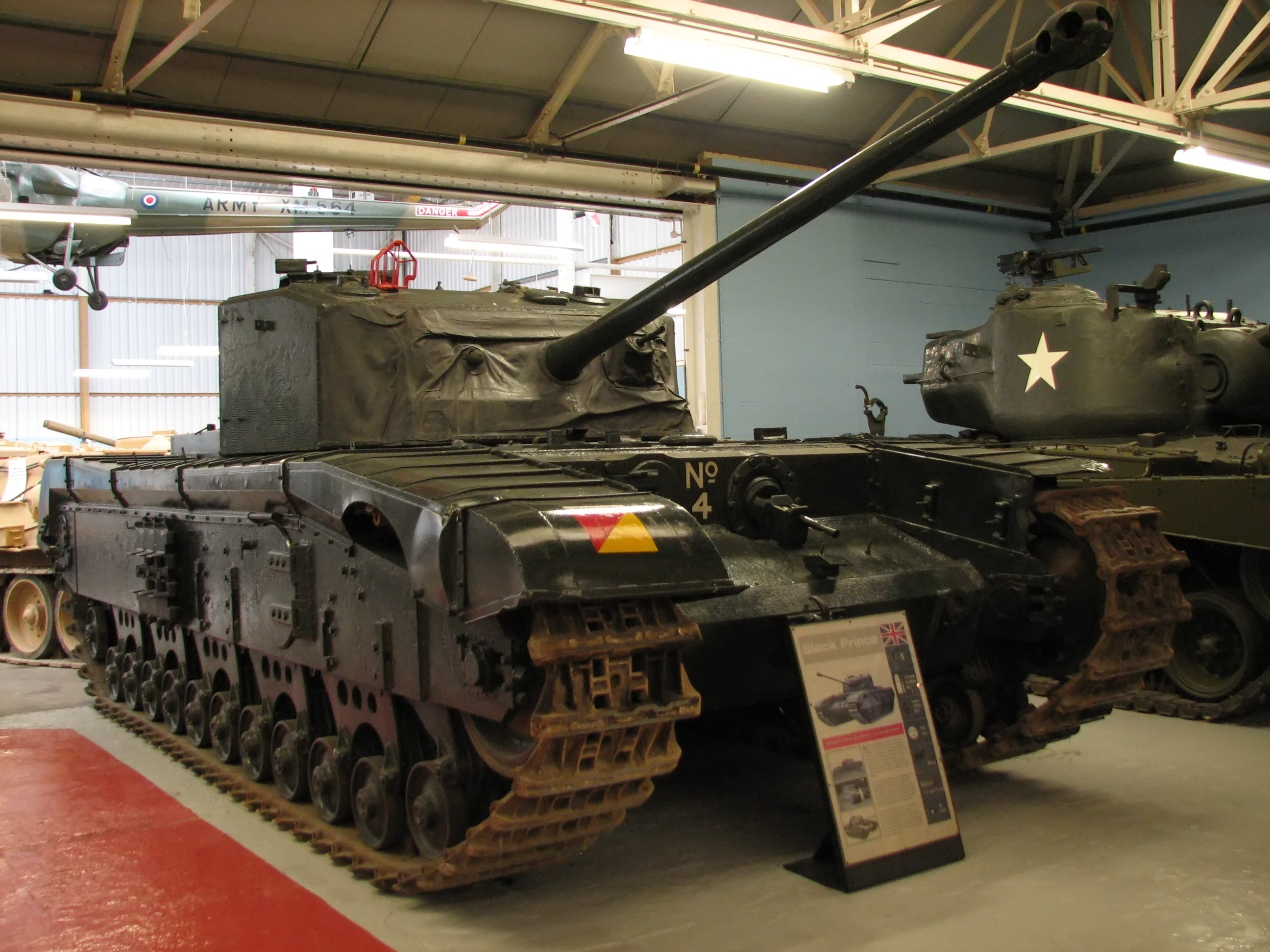
A43 Black Prince

L’A43 Black Prince fut un autre projet sans lendemain issu du Churchill Mark VII, équipé cette fois d’une nouvelle tourelle et d’un canon 17-pdr. Six prototypes furent construits, mais le char, qui avait toujours le même moteur que le Churchill Mark I, souffrait de sa très faible mobilité, avec une vitesse maximale limitée à 18 km/h et le projet fut abandonné à la fin de la guerre.

## Histoire opérationnelle

### Le Raid de Dieppe

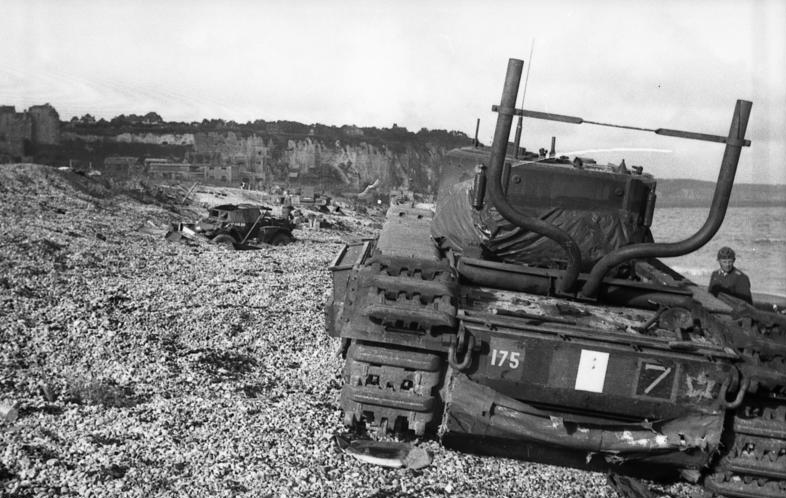
Vue arrière d’un char Churchill abandonné à Dieppe, avec le schnorchel bien visible.

Le raid de Dieppe du 19 août 1942 fut le premier engagement au combat du Churchill, dans les rangs du Calgary Regiment canadien. La mission des chars était d’appuyer l’infanterie sur la plage, puis d’attaquer l’aérodrome de Saint-Aubin et le château d’Arques-la-Bataille. Il était prévu que les chars atteignent le rivage en quatre vagues: la première de neuf chars, dont trois Churchill Oke disposant de lance-flammes, divisés en deux groupes, la deuxième de douze chars et la troisième de seize chars, tandis que la quatrième contiendrait le reste du régiment. Afin de pallier les problèmes inhérents à un débarquement, les Churchill furent rendus étanches et équipés d’une extension de l’échappement. Craignant également que les galets glissent sous les chenilles des chars et les empêchent d’avancer, les premiers véhicules furent dotés de tapis à dérouler devant eux, qui serviraient aux engins suivants.
Lorsque le débarquement commença, le régiment perdit presque immédiatement ses trois Oke: l’un coula, le second, touché au niveau du réservoir de combustible, explosa, et le troisième fut immobilisé par la perte d’une chenille. Trois autres chars ne parvinrent pas à aborder le rivage en raison de problèmes de chenilles ou à cause des galets, ce qui fait que seulement trois véhicules de la première vague parvinrent à passer la digue. La seconde vague connut un sort similaire et seuls quatre chars parvinrent à rejoindre les trois premiers. Lorsque la troisième vague arriva, l’écran de fumée qui couvrait les LCT s’était en grande partie dispersé et ils furent pris pour cible avant d’être arrivés à bonne distance, ce qui amena plusieurs chars à débarquer trop tôt. C’est dans ces conditions que le commandant du Calgary Regiment, le lieutenant-colonel Andrews, fut tué alors qu’il s’extrayait de son char immobilisé dans les hauts-fonds. Finalement, sept Churchill parvinrent à quitter la plage et à rejoindre les sept autres déjà débarqués. Toutefois ces quatorze chars ne parvinrent pas à entrer dans la ville: les issues étaient bloquées par des murs en béton et les équipes du génie chargées de les détruire, qui étaient à pied, avaient été taillées en pièces sur la plage.
La quatrième vague ne tenta pas de débarquer, car l’ordre de repli fut donné à 9 h. Les chars parvinrent à retourner sur la plage, mais les tentatives d’embarquement échouèrent et ni les véhicules, ni les équipages, à l’exception d’un seul homme, ne purent être récupérés.

### Campagne d’Afrique
Les Britanniques envoyèrent dans un premier temps en Égypte un petit groupe nommé Kingforce, composé de six Churchill Mark III, qui fut affecté à la 1re Division blindée. Les chars furent engagés à deux reprises au combat pendant la seconde bataille d'El Alamein : à Kidney Ridge le 27 octobre 1942, et à Tel el Aqqaqir, le 3 novembre 1942. Dans les deux cas, les Churchill furent en pointe de l’attaque, loin devant les autres unités. Soumis à des tirs intenses, ils furent touchés plus de cent fois, mais seul un char fut totalement détruit, et deux endommagés.
Cet essai ayant montré que les Churchill ne souffraient pas excessivement du climat et qu’ils étaient particulièrement résistants, deux brigades complètes furent envoyée en Tunisie, la 25 Tank Brigade, dont une partie fut immédiatement engagée à la bataille de la passe de Kasserine. À plusieurs reprises durant la campagne, les capacités de franchissement et la résistance des Churchill permirent de surprendre les Allemands: le 27 février 1943, deux Churchill isolés, parvenant à gravir une pente normalement trop raide pour des chars, prirent par surprise les échelons arrières d’une unité allemande, détruisant à eux seuls deux Panzer III, huit canons antichars, deux canons antiaériens, deux mortiers et vingt-cinq autres véhicules, pour un total d’environ deux cents soldats allemands.

### Campagne d’Italie

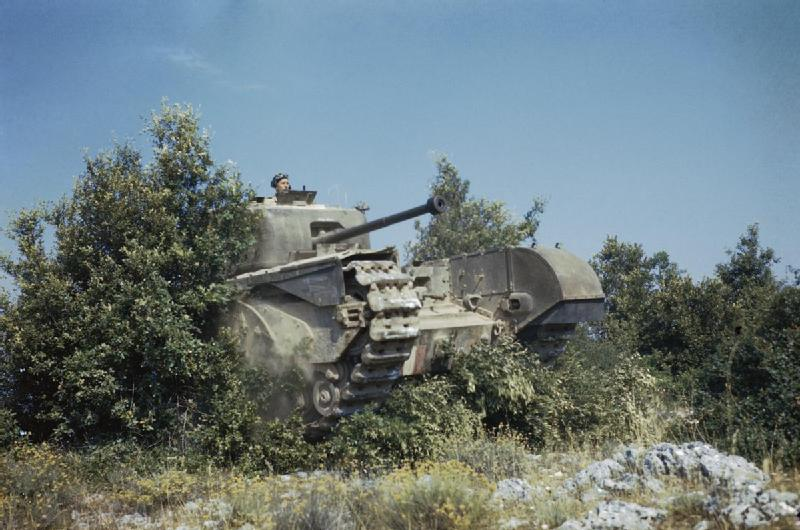
Churchill du 51st RTR en Italie

Les Churchill n’arrivèrent en Italie avec la première division canadienne qu’à la fin du mois de mai 1944 et furent immédiatement engagés contre la ligne Hitler puis contre la Ligne gothique à partir d’août. Les capacités de franchissement des Churchill furent de nouveau un avantage considérable sur le terrain accidenté des Apennins, malgré plusieurs accidents au cours desquels des chars versèrent après s'être engagés dans des pentes trop importantes. Pendant l'hiver 1944-1945, les unités présentes sur le front italien reçurent la variante lance-flammes du Churchill, le Crocodile, qui servirent à percer en avril 1945 la défense allemande établie le long du Senio, puis à forcer le verrou d'Argenta, seul point de passage possible entre le Reno et le lac Comacchio.

### Front de l'ouest
Les variantes spécialisées du Churchill, collectivement connues sous le nom de Hobart's Funnies furent abondamment utilisées par la 79th armoured division lors du débarquement de Normandie, mais les Churchill standards n'arrivèrent qu'à la fin du mois de juin, avec la 31st Tank Brigade. Ils furent ensuite engagés dans les combats de la bataille de Normandie, où ils subirent de lourdes pertes. Le 7th Royal Tank Regiment perdit par exemple trente-six officiers en six semaines de combats à la cote 112, dont son commandant et son commandant en second. Le 153th RAC Essex perdit quant à lui douze chars et quatre-vint-seize hommes, dont son commandant, lors de la prise de Gavrus et Bougy.
Les Churchill se distinguèrent encore lors de l’opération Veritable en étant les seuls véhicules à pouvoir se déplacer dans l’épaisse couche de boue résultant des pluies torrentielles et de la destruction des barrages de la Roer et de l’Urft, puis en parvenant les 8 et 9 février 1945 à traverser la Reichswald, réputée pourtant impraticable par les chars.

### Front de l’est
La mission soviétique en Grande-Bretagne s’intéressa dès 1941 au Churchill dans le cadre du prêt-bail, toutefois les envois tardèrent à se concrétiser : d’un côté les Britanniques considéraient les premiers modèles comme trop peu fiables pour être intégrés au programme ; de l’autre les Soviétiques estimaient le canon 2-pdr insuffisant. Les expéditions commencèrent donc en mai 1942, mais n’aboutirent à rien dans un premier temps, la majorité des véhicules envoyés ayant été perdus en route lors de la destruction de leur convoi. Ce n’est qu’en octobre 1942 que fut formée une unité équipée de chars Churchill, le 49e Régiment de chars lourds de la Garde. Les Churchill se virent attribuer collectivement la désignation de MK 4 par les Russes, bien que seul un tiers de leurs Churchill soient effectivement des Mark IV, les autres étant des Mark III et Mark II. En tout, les Soviétiques reçurent deux cent cinquante huit Churchill, un chiffre à mettre en regard avec les trois mille six cent chars Sherman ou les trois mille trois cent Valentine de tous types. Ils reçurent par ailleurs en avril 1943 trois Churchill Crocodile pour évaluation.
Dans l’ensemble, le Churchill fut peu apprécié par les Soviétiques, qui le trouvèrent trop fragile et demandeur en entretien. Il influença tout de même un peu le développement des chars en URSS, la conception du périscope de toit ayant été par la suite copiée pour le T-34/85 et l’IS-2.

### Guerre de Corée
Pendant la guerre de Corée, le contingent britannique se vit adjoindre un escadron de Churchill Crocodile et des ARV, qui arrivèrent le 15 novembre 1950 à Pusan. La situation très dynamique se prêtant mal à l’usage du lance-flammes, la plupart des Crocodile abandonnèrent leur remorque de combustible et combattirent comme des chars normaux. Les conditions climatiques au cours de l’hiver, avec des températures approchant parfois −50 °C, posèrent de nombreux problèmes, en particulier au niveau des chenilles, qui avaient tendance à rester collées au sol et dont le froid rendait les maillons cassants.
L’arrivée des Churchill coïncidant avec l’offensive chinoise, les chars durent rapidement suivre la retraite générale des forces de l’ONU jusqu’à Sangwhan, le 7 janvier 1951, où la situation se stabilisa enfin. Au cours de la retraite, les Britanniques durent détruire un Crocodile et un ARV pour éviter qu’ils tombent aux mains des Nord-Coréens. Les Churchill passèrent ensuite brièvement sous contrôle américain, participant à la capture de Yeongdeungpo. À partir de mars 1951, les Crocodile ne virent plus beaucoup les combats, principalement relégués à la garde des ponts, mais les ARV se distinguèrent en de nombreuses occasions en dépannant des chars et en déblayant des obstacles sous le feu.

## Variantes spécialisées

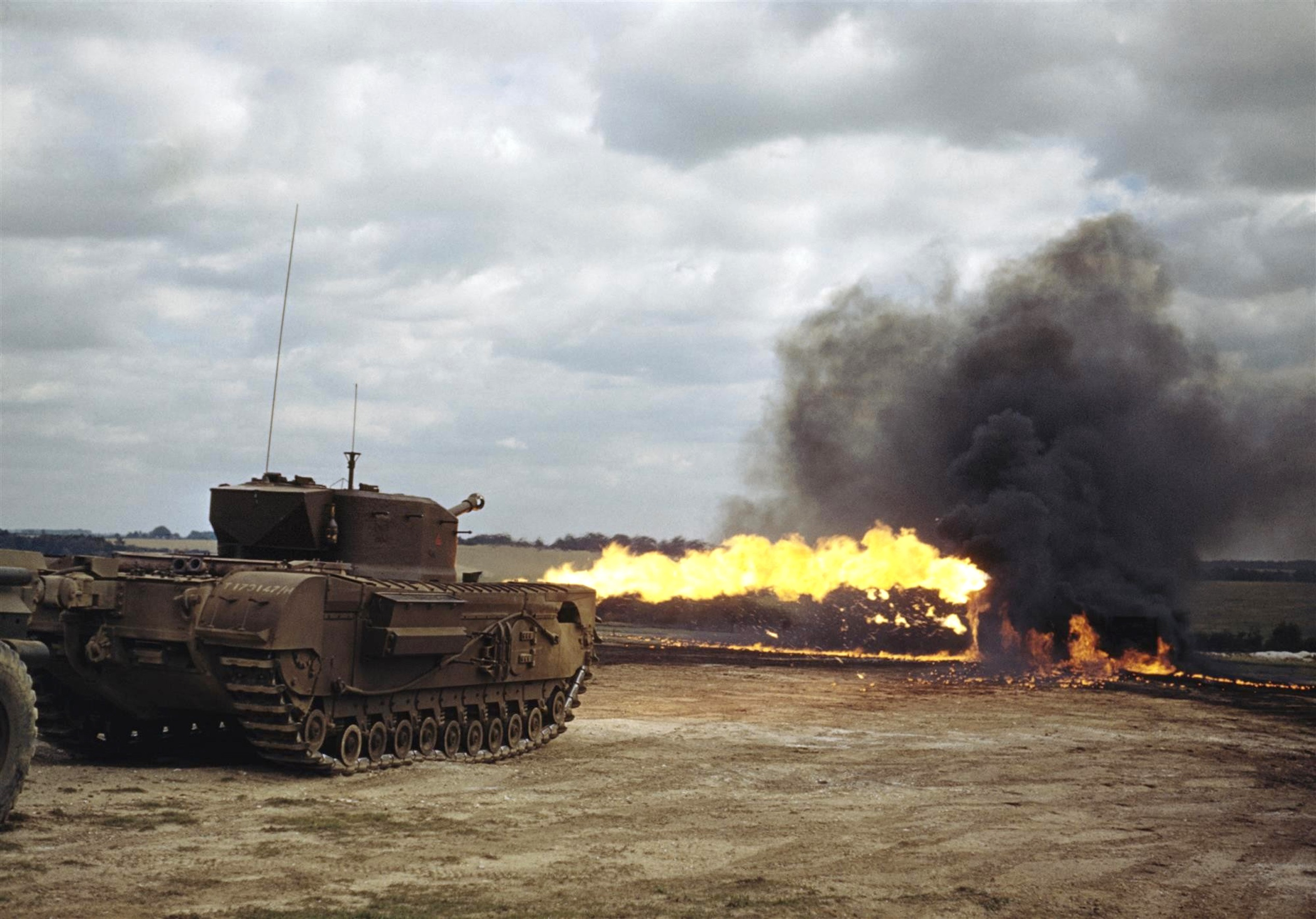
Churchill Crocodile en action en août 1944.

Le Churchill ARV (Armor Recovery Vehicle) fut conçu afin de pouvoir remorquer les chars en panne ou endommagés. Il en exista deux variantes: la première était fabriquée à partir de modèles Mark I et II sans tourelle, sur lesquels était installée une grue à flèche ; la seconde, plus perfectionnée, utilisait une base de Mark III ou de Mark IV et était équipée, en plus de la grue, d’un treuil et d’une lame permettant d’ancrer le véhicule au sol lors des treuillages. Elle ne comportait pas non plus de tourelle, mais une superstructure avec un faux canon, dont le but était de donner l’impression que le char n’était pas sans défense.
Un premier essai de char lance-flammes fut tenté dès 1942 avec la conversion de trois Churchill. Baptisés Oke, ces véhicules ne furent utilisés que par les Canadiens du Calgary Regiment à Dieppe, mais furent détruits sans avoir pu combattre. La deuxième tentative fut beaucoup plus fructueuse : dénommée Churchill Crocodile, cette version basée sur le Mark VII était équipée d’un lance-flammes à la place de la mitrailleuse de caisse. L’engin avait une portée d’environ 110 m. Le système utilisait l’azote comme gaz propulseur et comprenait un système d’inflammation électrique. Le liquide inflammable n’était pas transporté dans le véhicule lui-même, mais dans une remorque tractée, ce qui réduisait le risque pour l’équipage. Environ huit cents exemplaires furent construits et furent abondamment utilisés en Italie et en Normandie.

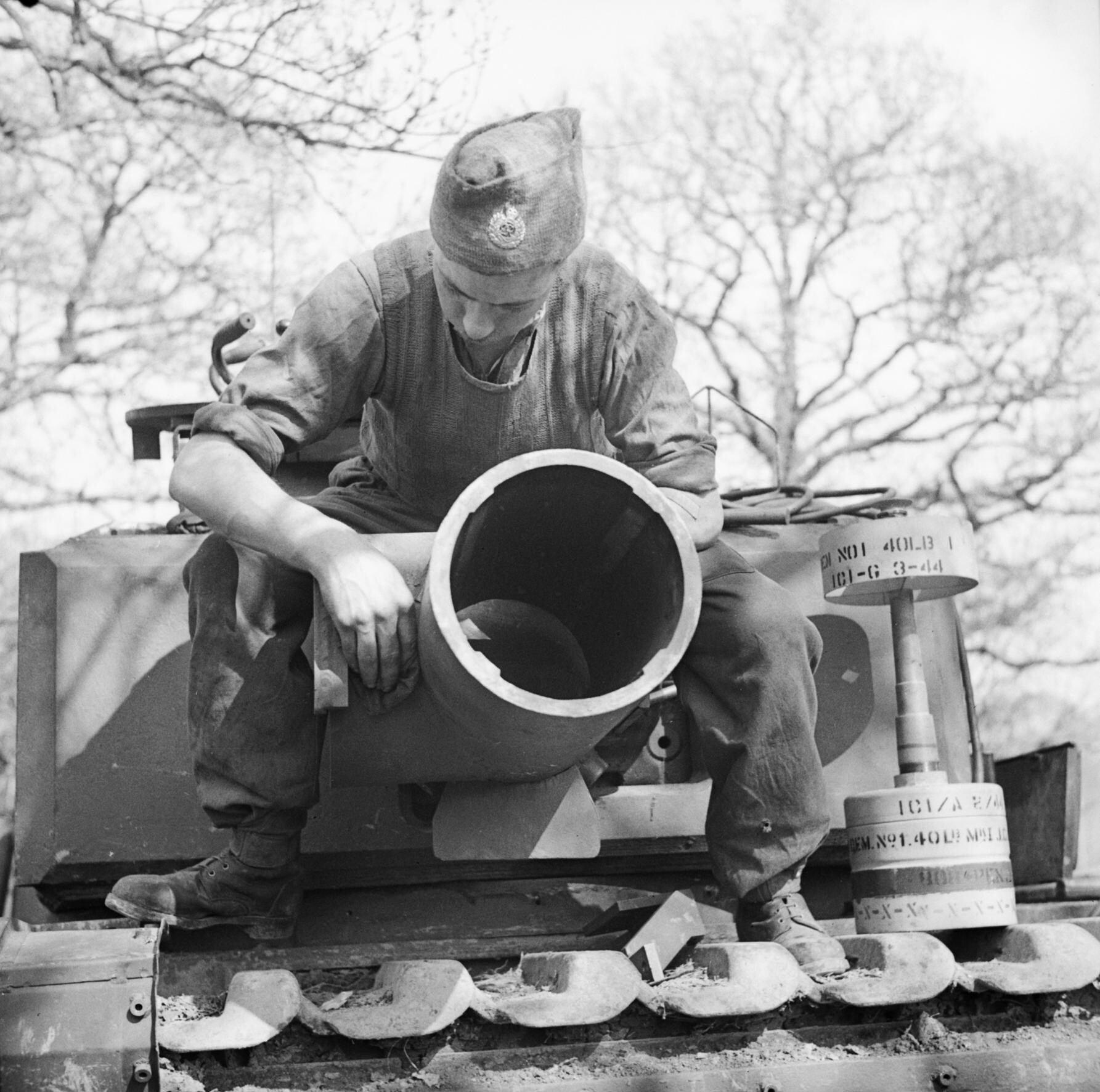
Mortier de 29cm et sa munition sur un Churchill AVRE, le 29 Avril 1944

Le Churchill AVRE (Assault Vehicle Royal Engineers) était destiné à l’assaut de fortifications et équipé à cette fin d’un mortier de 290 mm tirant une bombe de quarante livres. Le rechargement s’effectuant par la bouche, une trappe était aménagée au-dessus du siège du copilote. Le AVRE fut aussi occasionnellement équipé de divers moyens de franchissement d’obstacle : fascines pour franchir les fossés anti-chars, pontons pour escalader les digues ou encore bobines permettant de dérouler un tapis pour renforcer le sol.
Il y eut également deux poseurs de ponts : le Churchill ARK (Armoured Ramp Carrier) était construit à partir d’un Churchill auquel la tourelle était retirée et remplacée par une simple rampe fixe. Le char était alors amené directement dans le fossé ou la rivière qui faisait obstacle et les autres véhicules lui passaient dessus. Plusieurs ARK pouvaient être mis bout à bout si nécessaire pour franchir les obstacles les plus larges: le Churchill Bridgelayer était plus sophistiqué et portait à l'avant une rampe de trente pieds (env. 9,14 m) déployée par des vérins hydrauliques et pouvant supporter jusqu’à soixante tonnes.
Parmi les variantes moins répandues se trouvent le Churchill Flail, ou FV3902, équipé d’un fléau de déminage, le Churchill Goat, qui servait à amener des charges de démolition au pied d’une fortification ou encore le Churchill Kangaroo, un transport de troupe. Il y eut également une tentative vers la fin 1941 pour créer un chasseur de char, équipé un canon anti-aérien de trois pouces installé en proue. La traverse très réduite du canon le rendait toutefois peu efficace et seulement vingt-quatre exemplaires furent construits.
Il faut enfin mentionner le cas particulier du Churchill NA75, qui était une modification réalisée sur le terrain en Afrique et qui consista à installer un canon prélevé sur des Sherman en lieu et place de celui d’origine. Environ cent vingt exemplaires furent ainsi transformés.

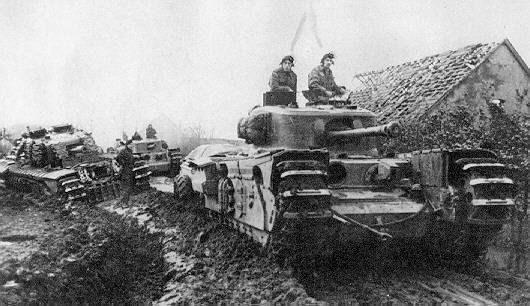
Char lance-flammes Churchill Crocodile.
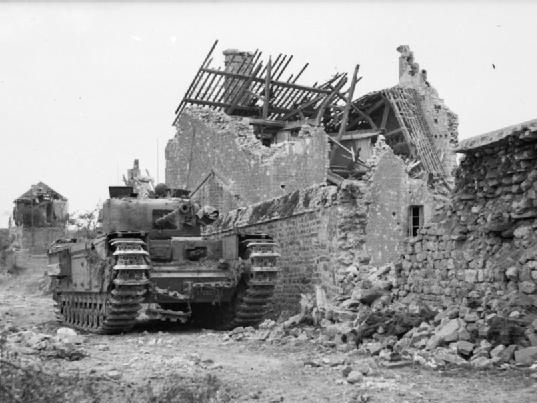
Char Churchill dans le village de Maltot (Calvados) le 26 juillet 1944.
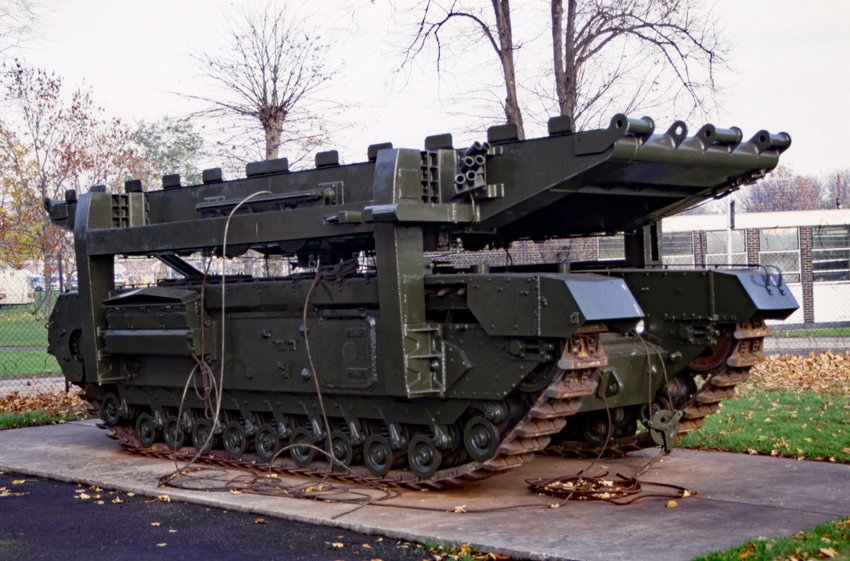
Churchill ARK
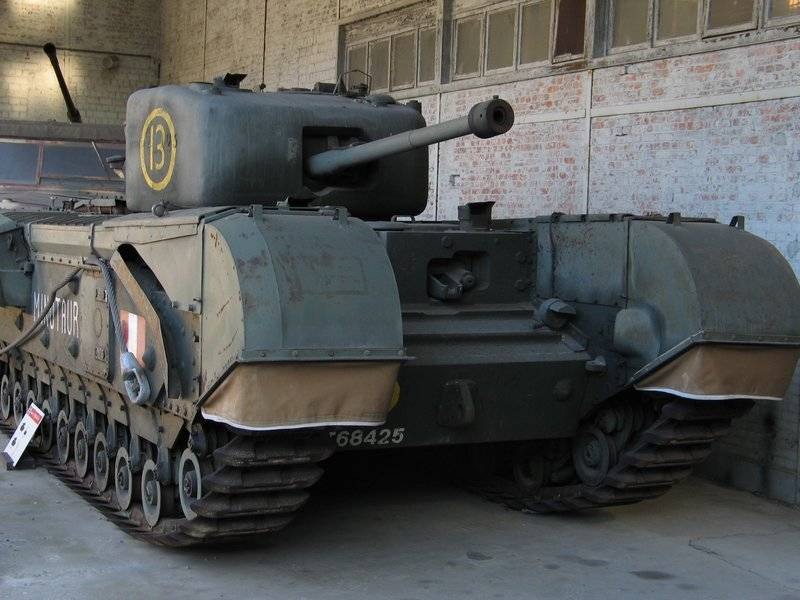
Char Churchill au musée militaire Royal de Bruxelles
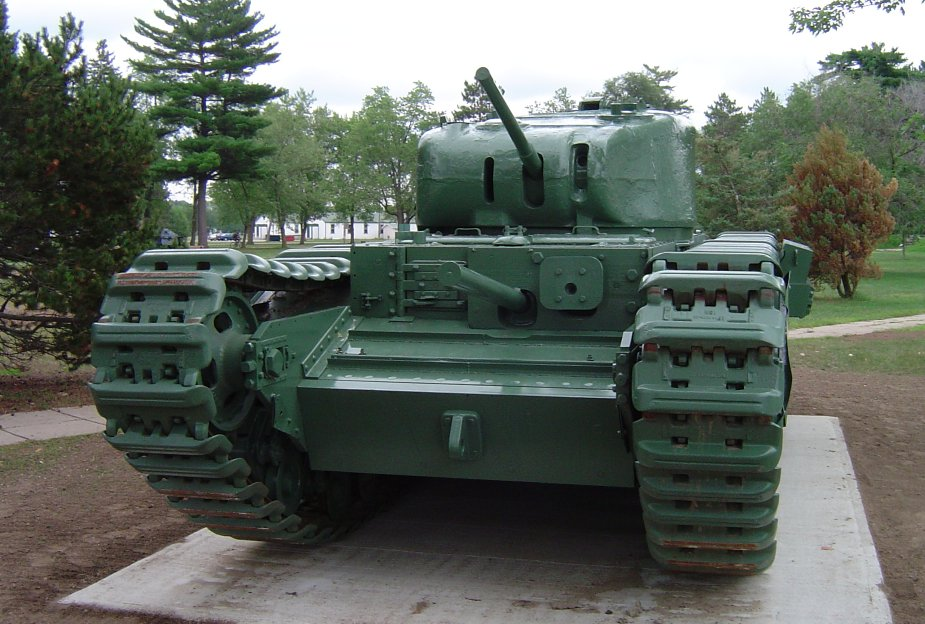
Char Churchill Mk I au Musée militaire de la Base Borden, Canada
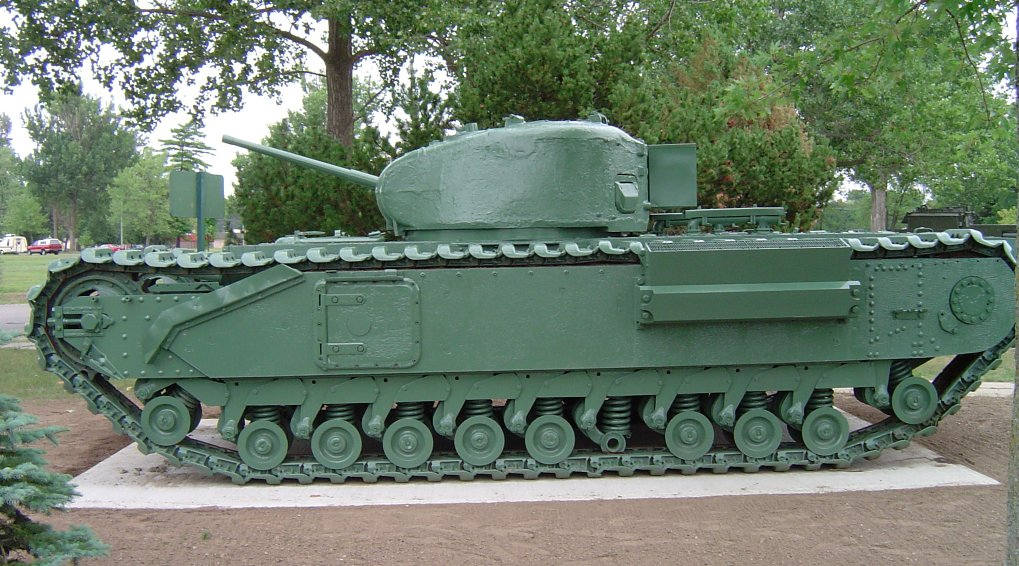
Char Churchill Mk I au Musée militaire de la Base Borden, Canada
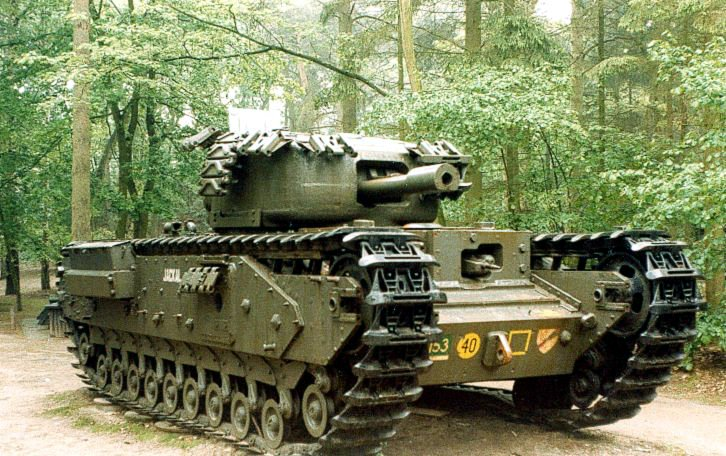
Churchill Mk V
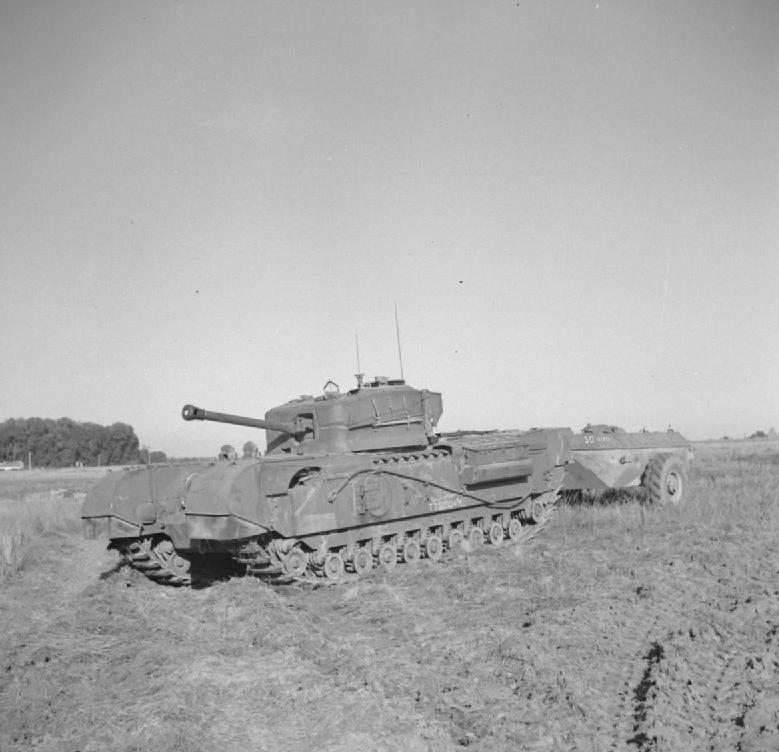
Churchill Crocodile tractant la remorque de combustible de son lance-flammes, le 25 août 1944.
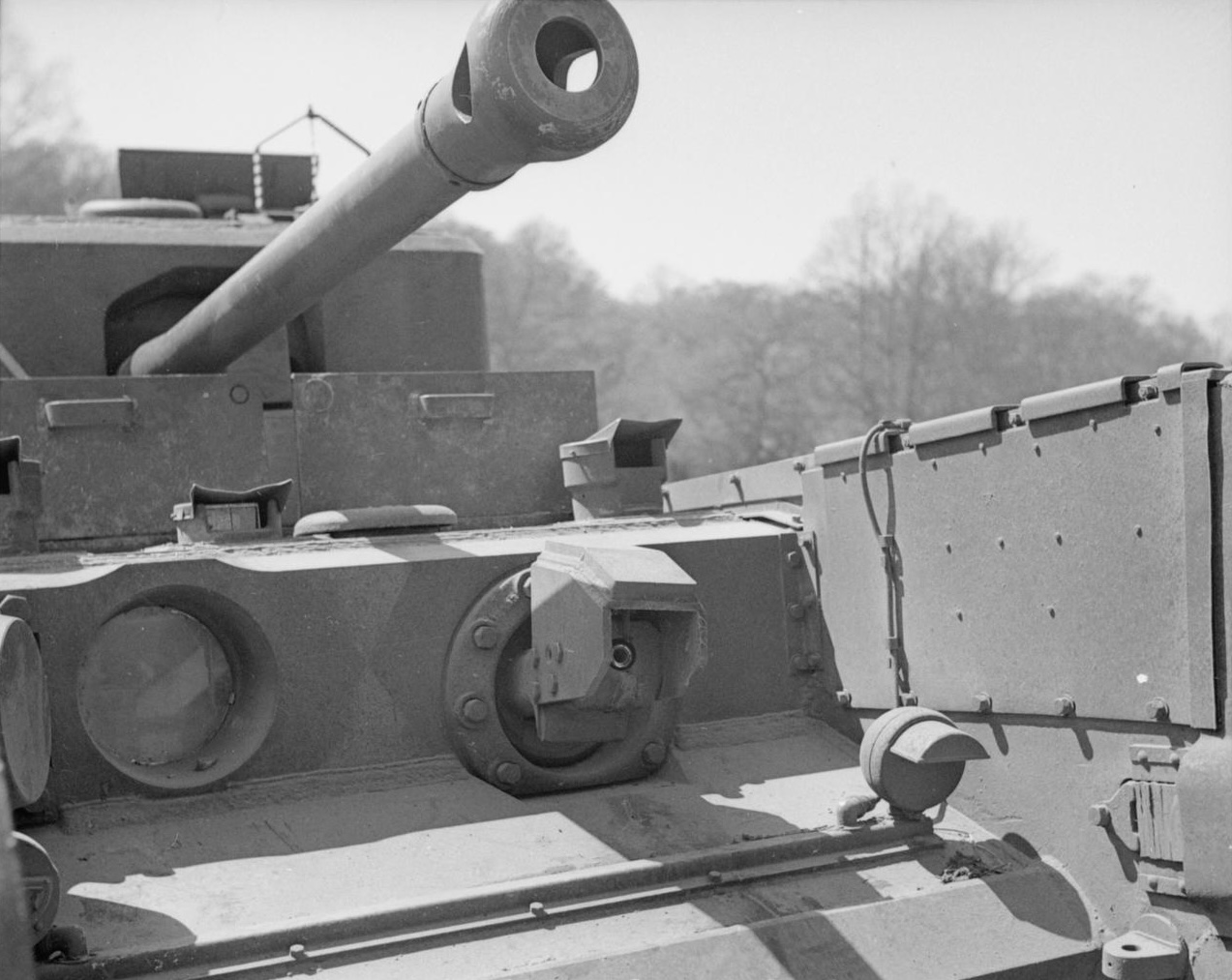
Détail du lance-flammes d’un Churchill Crocodile.
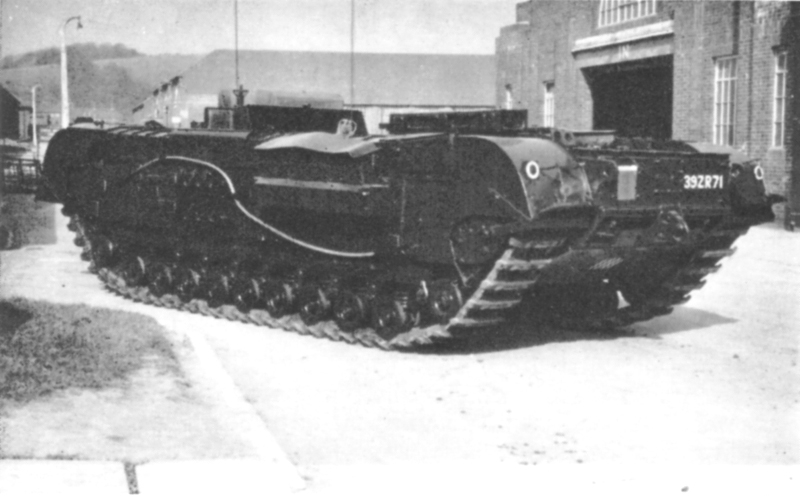
Char Churchill Kangaroo.
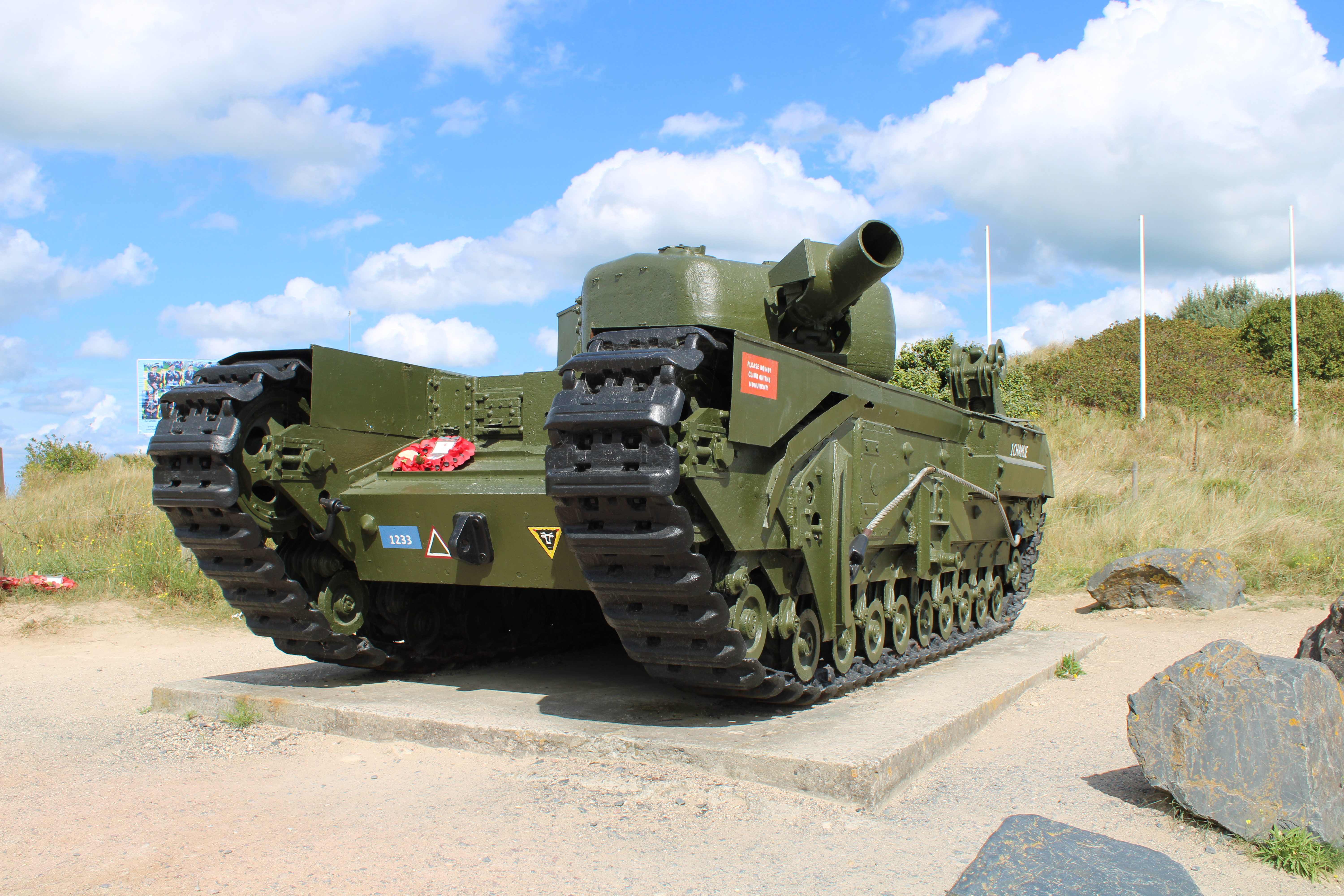
Char Churhill AVRE sur la plage de Graye-sur-Mer.
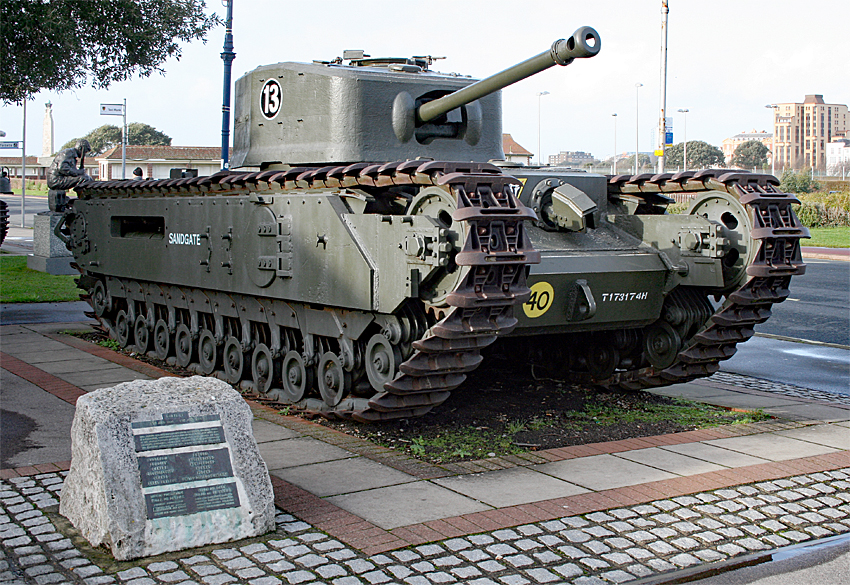
Churchill Mk VII Crocodile T173174H au musée du D-Day de Southsea